# Örményország a 2002. évi téli olimpiai játékokon
Örményország az egyesült államokbeli Salt Lake Cityben megrendezett 2002. évi téli olimpiai játékok egyik részt vevő nemzete volt. Az országot az olimpián 4 sportágban 9 sportoló képviselte, akik érmet nem szereztek.

## Alpesisí
Férfi
| Versenyző          | Versenyszám | 1. futam      | 1. futam      | 2. futam | 2. futam | Összesítés | Összesítés |
| Versenyző          | Versenyszám | Idő           | Hely.         | Idő      | Hely.    | Idő        | Helyezés   |
| ------------------ | ----------- | ------------- | ------------- | -------- | -------- | ---------- | ---------- |
| Arszen Harutjunjan | Műlesiklás  | nem ért célba | nem ért célba | kiesett  | kiesett  | kiesett    | kiesett    |

Női
| Versenyző          | Versenyszám      | 1. futam | 1. futam | 2. futam | 2. futam | Összesítés | Összesítés |
| Versenyző          | Versenyszám      | Idő      | Hely.    | Idő      | Hely.    | Idő        | Helyezés   |
| ------------------ | ---------------- | -------- | -------- | -------- | -------- | ---------- | ---------- |
| Vanesza Rakedzsjan | Műlesiklás       | 58,59    | 37.      | 1:00,53  | 29.      | 1:59,12    | 29.        |
| Vanesza Rakedzsjan | Óriás-műlesiklás | 1:42,66  | 56.      | 1:21,05  | 41.      | 3:03,71    | 47.        |

## Bob
Férfi
| Versenyző                                    | Versenyszám | 1. futam | 1. futam | 2. futam | 2. futam | 3. futam | 3. futam | 4. futam | 4. futam | Összesítés | Összesítés |
| Versenyző                                    | Versenyszám | Idő      | Hely.    | Idő      | Hely.    | Idő      | Hely.    | Idő      | Hely.    | Idő        | Helyezés   |
| -------------------------------------------- | ----------- | -------- | -------- | -------- | -------- | -------- | -------- | -------- | -------- | ---------- | ---------- |
| Alekszandrou Dzsordzsou Daniel Dzsandzsigjan | Kettes      | 49,53    | 33.      | 49,50    | 34.      | 49,75    | 33.      | 49,33    | 31.      | 3:18,11    | 33.        |

## Műkorcsolya
| Versenyző                         | Versenyszám | Rövid program     | Rövid program | Rövid program | Kűr               | Kűr     | Kűr         | Összesítés         | Összesítés |
| Versenyző                         | Versenyszám | Több. hely. száma | Hely.         | Hely. pont.   | Több. hely. száma | Hely.   | Hely. pont. | Helyezési pontszám | Helyezés   |
| --------------------------------- | ----------- | ----------------- | ------------- | ------------- | ----------------- | ------- | ----------- | ------------------ | ---------- |
| Julija Lebegyeva                  | Női egyéni  | 9×27+             | 27.           | 13,5          | kiesett           | kiesett | kiesett     | kiesett            | kiesett    |
| Maria Kraszilceva Artjom Znacskov | Páros       | 9×20+             | 20.           | 10,0          | 9×20+             | 20.     | 20,0        | 30,0               | 20.        |

## Sífutás
Férfi
| Versenyző      | Versenyszám | Selejtező | Selejtező | Negyeddöntő | Negyeddöntő | Elődöntő | Elődöntő | B döntő | B döntő | Döntő     | Döntő    |
| Versenyző      | Versenyszám | Idő       | Hely.     | Idő         | Hely.       | Idő      | Hely.    | Idő     | Hely.   | Idő       | Helyezés |
| -------------- | ----------- | --------- | --------- | ----------- | ----------- | -------- | -------- | ------- | ------- | --------- | -------- |
| Aram Hadzsijan | Sprint      | 3:24,89   | 63.       | kiesett     | kiesett     | kiesett  | kiesett  | kiesett | kiesett | kiesett   | 62.      |
| Aram Hadzsijan | 15 km       |           |           |             |             |          |          |         |         | 46:42,9   | 66.      |
| Aram Hadzsijan | 30 km       |           |           |             |             |          |          |         |         | 1:24:07,5 | 62.      |
| Aram Hadzsijan | 50 km       |           |           |             |             |          |          |         |         | 2:48:48,1 | 56.      |

| Versenyző      | Versenyszám              | 10 km klasszikus | 10 km klasszikus | 10 km szabad | 10 km szabad | Helyezés |
| Versenyző      | Versenyszám              | Idő              | Hely.            | Időhátrány   | Idő          | Helyezés |
| -------------- | ------------------------ | ---------------- | ---------------- | ------------ | ------------ | -------- |
| Aram Hadzsijan | 10 + 10 km üldözőverseny | 31:52,7          | 71.              | kiesett      | kiesett      | kiesett  |

Női
| Versenyző          | Versenyszám | Selejtező | Selejtező | Negyeddöntő | Negyeddöntő | Elődöntő | Elődöntő | B döntő | B döntő | Döntő    | Döntő    |
| Versenyző          | Versenyszám | Idő       | Hely.     | Idő         | Hely.       | Idő      | Hely.    | Idő     | Hely.   | Idő      | Helyezés |
| ------------------ | ----------- | --------- | --------- | ----------- | ----------- | -------- | -------- | ------- | ------- | -------- | -------- |
| Margarita Nikoljan | Sprint      | 4:13,55   | 58.       | kiesett     | kiesett     | kiesett  | kiesett  | kiesett | kiesett | kiesett  | 58.      |
| Margarita Nikoljan | 10 km       |           |           |             |             |          |          |         |         | 38:16,4  | 56.      |
| Margarita Nikoljan | 15 km       |           |           |             |             |          |          |         |         | kizárták | kizárták |

| Versenyző          | Versenyszám            | 5 km klasszikus | 5 km klasszikus | 5 km szabad | 5 km szabad | Helyezés |
| Versenyző          | Versenyszám            | Idő             | Hely.           | Időhátrány  | Idő         | Helyezés |
| ------------------ | ---------------------- | --------------- | --------------- | ----------- | ----------- | -------- |
| Margarita Nikoljan | 5 + 5 km üldözőverseny | 17:23,6         | 69.             | kiesett     | kiesett     | kiesett  |